# ネヴィル・ラブレス (第6代ラブレス男爵)
第6代ラブレス男爵ネヴィル・ラブレス（英語: Nevill Lovelace, 6th Baron Lovelace、1708年頃 – 1736年7月28日）は、イングランド貴族。ホイッグ党所属。

## 生涯
第4代ラブレス男爵ジョン・ラブレスとシャーロット・クレイトン（Charlotte Clayton、1749年4月12日没、サー・ジョン・クレイトンの娘）の息子として生まれた。1709年5月に父と兄ジョンが相次いで死去すると、ラブレス男爵の爵位を継承した。爵位を継承した時点でほかの兄弟が全員死去しており、ラブレス家の存命者は第6代ラブレス男爵、その母シャーロットと姉妹マーサのみとなった。その上、ラブレス家の領地は親族にあたる第3代ラブレス男爵ジョン・ラブレス（1693年没）が死去した時点でヘンリー・ジョンソンが継承しており、第6代ラブレス男爵には継承できる財産がほとんど残されていないという。
貴族院には1730年1月13日に初登院、1736年5月20日が最後の登院となった。また、1735年に寝室侍従に任命された。
1736年7月28日、生涯未婚のまま結核で死去した。後継者がおらず爵位は断絶、遺産は姉妹マーサが継承した。